# Foie-gras
El foie-gras o foie gras (en occità llenguadocià fetge gras, en occità gascó hitge gras i en francès, foie gras) és una especialitat culinària molt apreciada en la gastronomia occitana feta amb el fetge hipertrofiat d'una oca o d'un ànec que ha estat sobrealimentat. Es fan servir els fetges d'aquestes aus perquè ja disposen d'una capacitat natural per a acumular-hi greix que posteriorment utilitzen per a les seves llargues migracions. Per a considerar-se foie-gras, conforme la legislació europea, s'han de complir les següents condicions: el fetge d'aquestes aus han de pesar com a mínim 250 grams en el cas dels ànecs i 400 grams en el de les oques.

## Aliment polèmic
Actualment, certes organitzacions de drets animals es mostren contràries al tracte que reben aquests animals per a obtenir el foie-gras i altres aliments que s'obtenen dels ànids criats amb aquest procediment. A algunes persones, aquesta preparació els pot semblar repugnant o tabú, atesa no només a la textura i el gust, sinó, essencialment, pel mètode d'obtenció i el que representa.

## Tipus
El foie-gras pot tenir diverses formes:
- Foie-gras sencer: conté un màxim de dos trossos procedents de dos fetges diferents.
- Foie-gras: barreja de trossos de fetges diferents.
- Bloc de foie-gras: crema feta amb fetges triturats.
- Bloc de foie-gras amb trossos: crema de fetges amb trossos sencers afegits després de la trituració.
- Escuma de foie-gras: emulsió de foie-gras i de greix.
- Paté de foie-gras: conté almenys el 50% de foie-gras.
- Perfecte de foie-gras: conté almenys el 75% de foie-gras.

## Gastronomia
El foie-gras és una especialitat tradicional occitana que França s'ha apropiat, ha nacionalitzat i ha donat a conèixer al món. Considerat com una especialitat refinada, el foie-gras es consumeix fred en entremès, sovint en àpats de festa. També es consumeix calent, ja sigui sol (escalopa de foie-gras saltejada) o com a ingredient d'una recepta més elaborada (canelons Rossini, per exemple). En general se l'acompanya d'un vi licorós.

## Altres preparacions
No s'ha de confondre amb el paté, que tot i que també es pot preparar a base de fetge (que a més pot ser de porc, d'altres animals o fins i tot pot tenir barreges de diversos fetges), s'aconsegueix de forma diferent. A Occitània, Països Catalans i altres indrets es fan diversos patés i terrines que, continguin o no fetge, són de molt bona qualitat i molt apreciats; com per exemple les botifarres de fetge, de llengua o d'altres com el camaiot; o el ventre farcit eivissenc.
A Occitània s'aprofiten totes les parts de l'ànec, no només el fetge. Així doncs, altres productes derivats de l'ànec (o de l'oca, que es tracta de manera similar), són, a més dels diferents patés, el coll farcit, el magret (el pit tallat en un sol tros), les cuixes confitades, els pedrers confitats, les rostes, etc.